# Brug 917
Brug 917 is een bouwkundig kunstwerk in Amsterdam-Noord.
Ter plaatse lag tot de jaren zeventig van de 20e eeuw landelijk gebied. Eerst nog jarenlang behorend tot de gemeente Landsmeer totdat gemeente Amsterdam het in 1966 annexeerde. Veel van dat gebied werd volgebouwd, maar het stukje Banne Buiksloot bleef nog jaren agrarisch gebied totdat in de jaren zeventig eerst zand werd opgespoten en vervolgens de bouwers aan hun werk begonnen. Om het gebied werd een ringsloot aangelegd met een in- en uitlaat onder Brug 185P in de brug 185P naar het Noordhollandsch Kanaal. Over die ringsloot werd een voet- en fietsbrug gelegd om contact te leggen tussen de wijk en de Noordhollandschkanaaldijk.
In die tijd was het druk aan de tekentafels van de Dienst der Publieke Werken, want om en in de hele nieuwe wijk moesten kleinere en grotere bruggen aangelegd worden. De opvallendste daarvan is brug 970 naar esthetisch ontwerp van Dirk Sterenberg, die niet alleen groot is, maar vanwege de hoge ook een markeringspunt in de wijde omgeving. Diezelfde Sterenberg moest ook de kleinere bruggen ontwerpen, zoals deze brug 917. Voor dit voormalig agrarisch gebied greep hij terug op parkbruggen die hij eerder voor in de stad ontwierp. De grotendeels houten bruggen zijn te herkennen aan de donkerbruine leuningen van dikke balken en de houtenoverspanning. De brug kent gescheiden voet- en fietspad met daartussen een reling en richel.
<<< · 900 · 901 · 904 · 905 · 906 · 907 · 908 · 909 · 912 · 913 · 914 · 915 · 916 · 917 · 918 · 919 · 920 · 923 · 924 · 930 · 932 · 933 · 934 · 935 · 936 · 937 · 939 · 943 · 944 · 945 · 946 · 947 · 948 · 949 · 950 · 951 · 952 · 953 · 954 · 956 · 957 · 958 · 959 · 960 · 961 · 962 · 963 · 964 · 965 · 966 · 967 · 968 · 970 · 971 · 972 · 973 · 974 · 975 · 978 · 979 ·  980 · 981 · 984 · 985 · 986 · 987 · 988 · 989 · 990 · 991 · 992 · 993 · 994 · 995 · 996 · 997 · 998 · 999 · >>>
Brugnummers  902, 903, 910, 911, 920, 921, 922, 925, 926, 927, 928, 929, 931, 937, 938, 940, 941, 942, 955, 969, 976, 977, 982, 983 zijn niet (meer) vergeven.